# Сан Винченцо Ла Коста
Сан Винченцо Ла Коста (итал. San Vincenzo la Costa) је насеље у Италији у округу Козенца, региону Калабрија.
Према процени из 2011. у насељу је живело 684 становника. Насеље се налази на надморској висини од 477 м.

## Становништво
Према резултатима пописа становништва 2011. у општини је живело 2.158 становника.
| 1931. | 1936. | 1951. | 1961. | 1971. | 1981. | 1991. | 2001. | 2011. |
| ----- | ----- | ----- | ----- | ----- | ----- | ----- | ----- | ----- |
| 2.317 | 2.463 | 3.035 | 2.217 | 1.797 | 1.848 | 2.021 | 2.034 | 2.158 |